# 肉の蝋人形 (1953年の映画)
『肉の蝋人形』（にくのろうにんぎょう、House of Wax）は、1953年のアメリカ合衆国のホラー映画。チャールズ・ベルデンの戯曲を原作としており、1933年公開の『肉の蝋人形』に続く2度目の映画化作品。監督はアンドレ・ド・トス、出演はヴィンセント・プライスなど。
偏光フィルターのメガネ（3Dメガネ）をかけて見る3D立体映画として公開され、1950年代前半の3D立体映画ブームにおける最大のヒット作となった。
2014年には「文化的・歴史的・芸術的にきわめて高い価値を持つ」とみなされ、アメリカ国立フィルム登録簿に登録された。

## ストーリー
蝋人形の製作に情熱を傾けるジャロッド教授だが、細々と開いている蝋人形館の出資者バークが、屋敷を燃やして保険金を頂こうと企み、ジャロッドの目の前で蝋人形館に火を放ってしまった。
館は焼け落ち、これまで苦心して作ってきた蝋人形は溶けてしまい、そしてジャロッドはその火事の中で姿を消した。一般には死んだものと思われていたが、体に重度の火傷を負いながらも生きていて、バークへの復讐に燃えているのだった。
だが、その事件のショックで復讐だけでは物足りなくなり、「本物の人間を蝋人形にしてしまう」という悪行をやるようになる。人を殺しては死体を盗み、それを蝋で固めて人形にしてしまうのだ。
いつの間にか二人の協力者を見つけたジャロッドは、次々と蝋人形を製作し、蝋人形館をオープン。消失した蝋人形館にあった芸術志向は影を潜め、拷問や処刑をされている人間の蝋人形が展示されている、見世物志向の蝋人形館となっていた。そしてそこには、殺害したバークの蝋人形もしっかり展示されているのだった。
だが、展示されている蝋人形の一体が、謎の怪人に殺された友人とそっくりなのに気付いたスーという女性が、この蝋人形館に不信感を抱く。その一方、ジャロッドもこのスーがかつての最高傑作「マリー・アントワネットの蝋人形」と似ていた事から、スーを蝋人形にしてやろうと企むのだった。

## キャスト
※括弧内は日本語吹替（テレビ版・初回放送1969年7月3日『木曜洋画劇場』）
- ヘンリー・ジャロッド教授 - ヴィンセント・プライス（中村正）
- トム・ブレナン - フランク・ラヴジョイ（島宇志夫）
- スー・アレン - フィリス・カーク
- キャシー・グレイ - キャロリン・ジョーンズ
- スコット・アンドリュース - ポール・ピサーニ
- マシュー・バーク - ロイ・ロバーツ
- シドニー・ウォーレス - ポール・カヴァナー
- ジム・シェイン軍曹 - ダブス・グリア
- アンドリュース夫人 - アンジェラ・クラーク
- イゴール - チャールズ・ブチンスキー（清川元夢）

## 制作
撮影は三色テクニカラー方式で左用、右用に分けて行われた。そのため、映像は左用三色ネガ（シアン／イエロー／マジェンタ）、右用3色ネガ（同）の計6種のフィルムを合成することで完成となる。Blu-ray Disc発売時のデジタル修復では、35mmネガフィルムを4K解像度で計6回スキャンし、それぞれ修復するという気の遠くなる作業になったという。
音響は、映写機と同期運転する1台の3トラック（L、C、R）磁気フィルムと1台の映写機光学サウンドトラック（S）による4チャンネル立体音響となった。ただし、当時は設備が普及していなかったことから多くの劇場がモノラルオプティカル・サウンドでの公開となり、立体音響での上映はロンドンのテレシネマ劇場など一部に限られていた。